# Сан-Манго-суль-Калоре
Сан-Манго-суль-Калоре (итал. San Mango sul Calore) — коммуна в Италии, располагается в регионе Кампания, в провинции Авеллино.
Население составляет 1235 человек (2008 г.), плотность населения составляет 88 чел./км². Занимает площадь 14 км². Почтовый индекс — 83050. Телефонный код — 0827.
Покровитель коммуны — святой великомученик Фёдор Тирон, празднование 9 ноября.

## Демография
Динамика населения:

## Администрация коммуны
- Официальный сайт: http://www.comune.sanmangosulcalore.av.it